# 251年
| 千纪： | 1千纪                                                                                           |
| 世纪： | 2世纪 \| 3世纪 \| 4世纪                                                                         |
| 年代： | 220年代 \| 230年代 \| 240年代 \| 250年代 \| 260年代 \| 270年代 \| 280年代                       |
| 年份： | 246年 \| 247年 \| 248年 \| 249年 \| 250年 \| 251年 \| 252年 \| 253年 \| 254年 \| 255年 \| 256年 |
| 纪年： | 辛未年（羊年）；曹魏嘉平三年；蜀汉延熙十四年；东吴赤烏十四年，太元元年                          |

## 大事记
- 西方
  - 夏天，羅馬皇帝德西乌斯與其子及共治皇帝赫伦尼乌斯在阿伯里圖斯戰役被哥德人擊敗戰死。
  - 加卢斯被軍隊擁立為羅馬皇帝，而元老院則擁立德西乌斯另一子霍斯蒂利安為皇帝。加盧斯接納霍斯蒂利安為共治皇帝，而霍斯蒂利安不久染上瘟疫病死。
- 中國
  - 1月，姜維第五次北伐，攻西平郡，不克而還。
  - 曹魏太尉王凌與侄兗州刺史令狐愚密謀廢立，迎曹操子曹彪登帝位。陰謀泄漏，司馬懿夷王凌、令狐愚三族，並賜死57歲的曹彪，為史載壽春三叛之一。

## 各国领袖

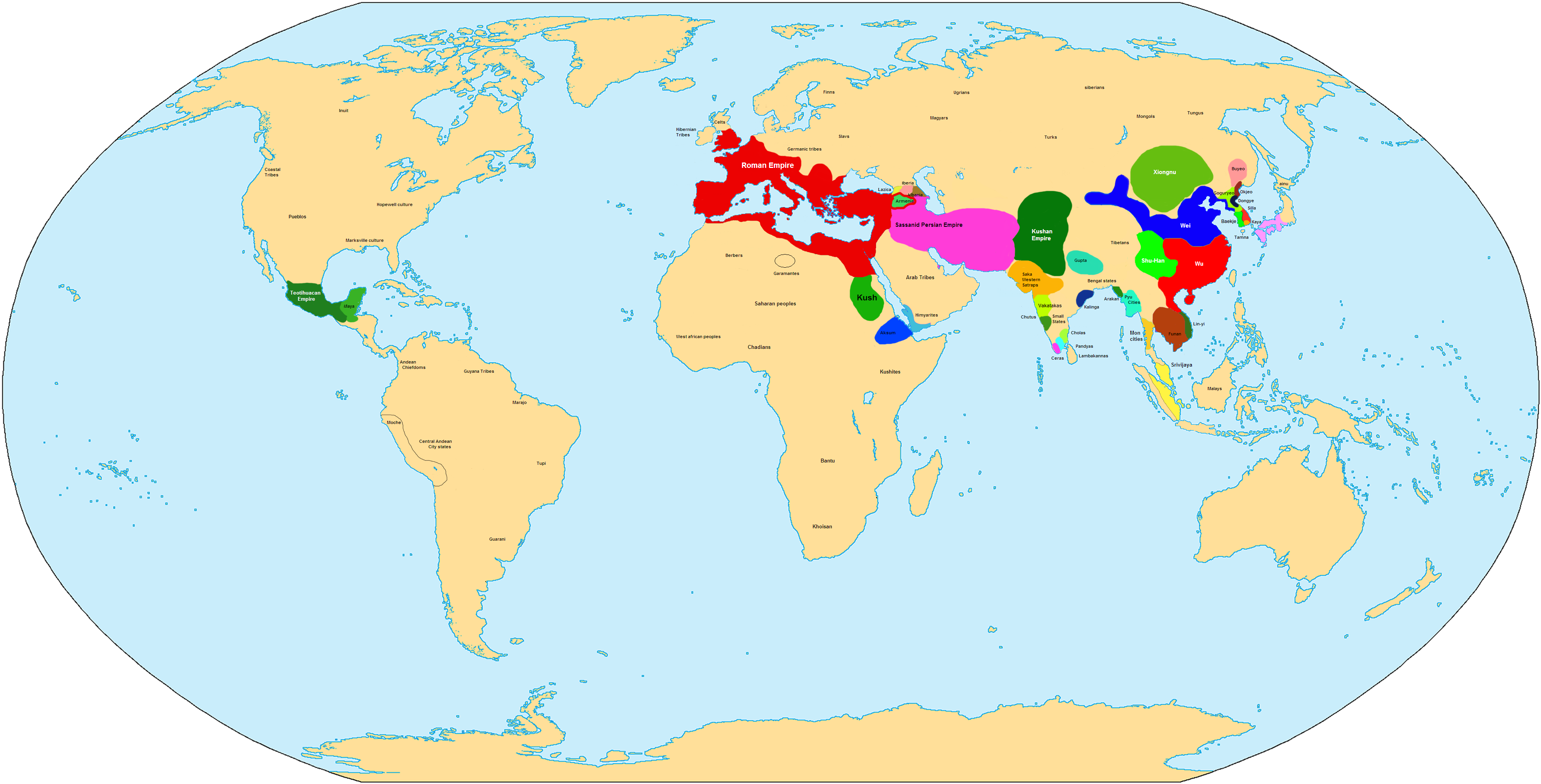
世界局势

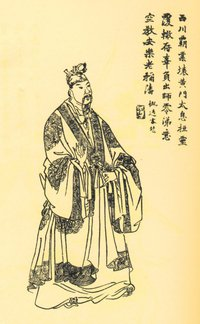
刘禅

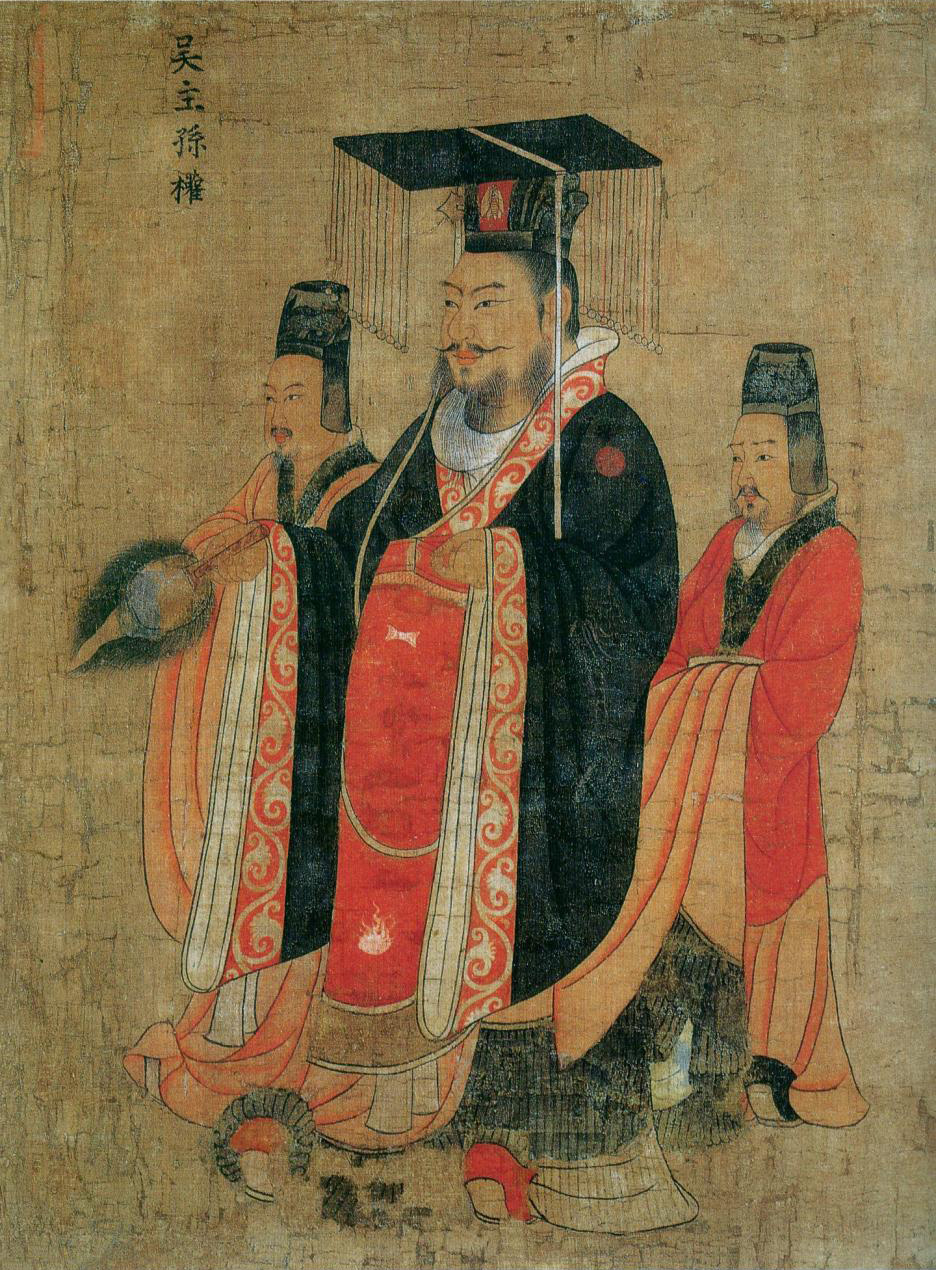
孙权

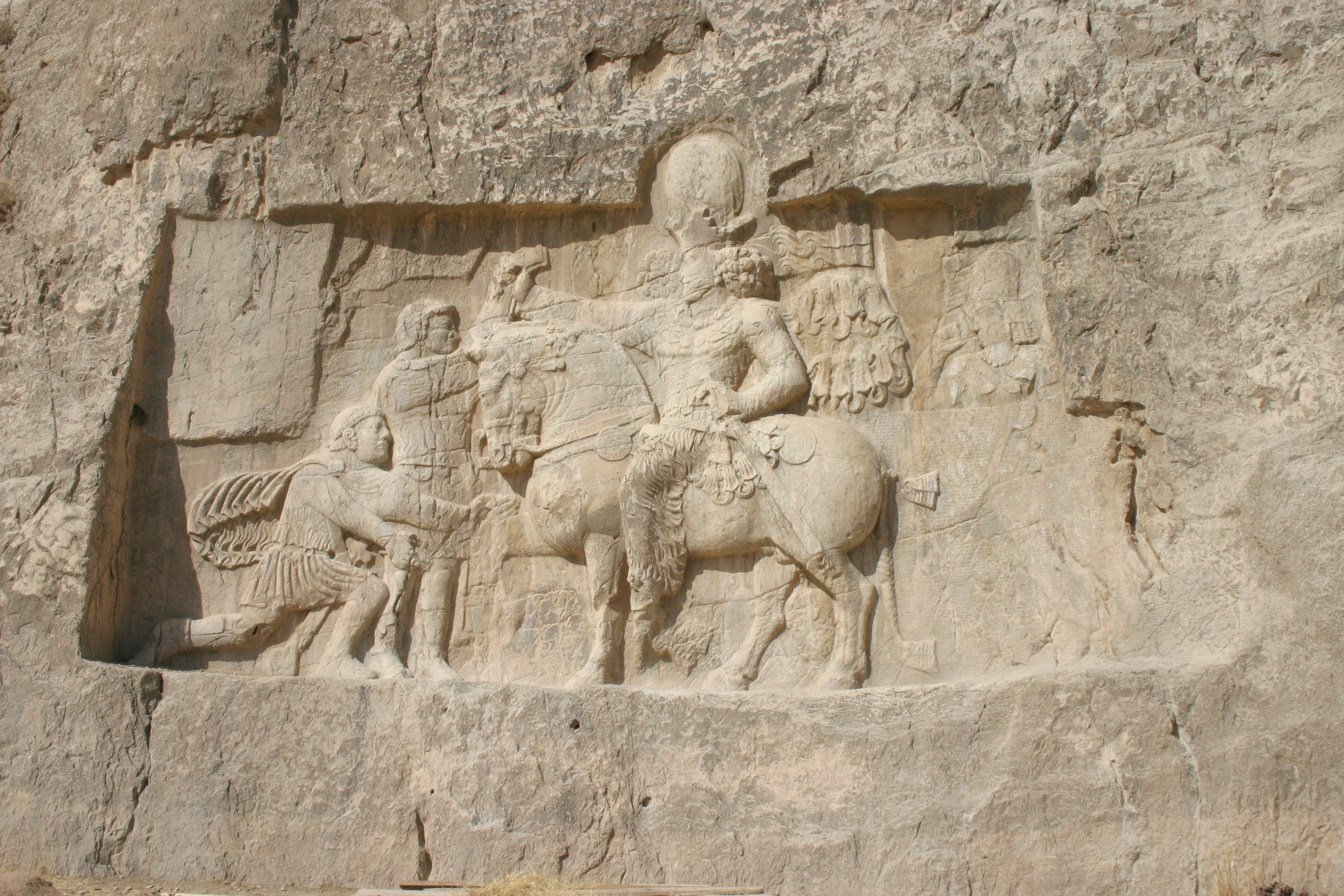
沙普尔一世

### 亞洲
- 中國（三国）
  - 蜀漢皇帝：后主刘禅（223年－263年）
  - 曹魏皇帝：魏齐王曹芳（239年－254年）
    - 曹魏太傅司马懿（249年－251年）
    - 曹魏撫軍大將軍、录尚书事司马师（251年－255年）

  - 孙吴皇帝：吴大帝孙权（222年－252年）
- 拓跋部 - 拓跋力微, 鲜卑大人（219年－277年）
- 日本- 神功皇后（攝政，200年－270年）
- 朝鲜半岛（朝鲜三国时代）
  - 百济 - 古尔王，百济王 （234年－286年）
  - 伽耶 - 居登王，伽耶君主（199年－259年）
  - 高句丽 - 中川王，高句丽王（248年－270年）
  - 新罗 - 沾解尼師今，新罗王（247年－261年）
- 泰米尔哲罗王朝 - Ilamcheral Irumporai（241年－257年）
- 亚美尼亚- 梯里达底二世（英语：Tiridates II of Armenia）, 亚美尼亚王（217年－252年）
- 伊比利亚 - 米尔达特二世，伊比利亚国王（249年－265年）
- 贵霜帝国 - 婆什色迦（英语：Vāsishka），贵霜君主（240年－265年）
- 巴克特里亞与健馱邏國- Peroz一世（250年－265年）
- 波斯萨珊王朝 - 沙普尔一世，波斯国王（241年－272年）
- 印度笈多王朝 - 室利笈多（英语：Gupta (king)），笈多国王（240年－280年）

### 欧洲
- 罗马帝国 - 
  - 德西乌斯，罗马皇帝（249年－251年）
  - 赫伦尼乌斯，罗马皇帝（251年）
  - 霍斯蒂利安，罗马皇帝（251年）
  - 加卢斯，罗马皇帝（251年－253年）

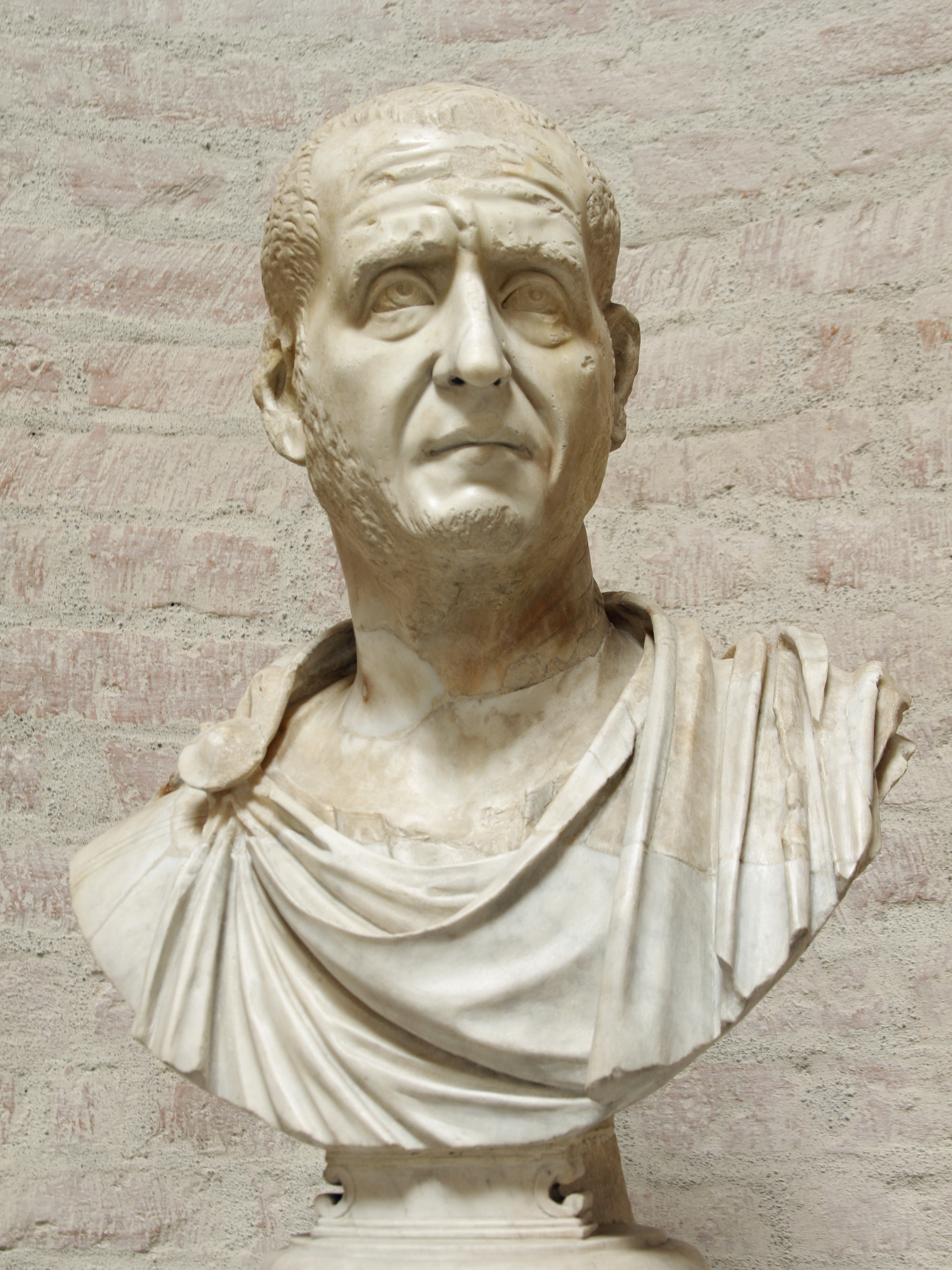
德西乌斯

  - 沃鲁西安努斯，罗马皇帝（251年－253年）
  - 在东部自立：普利斯庫斯（249年－252年）

### 非洲
- 库施王朝 - Teqorideamani，（246年－266年）

## 出生
- 魏華存 ，女道士，曾任天師派女祭酒，道教上清派初代祖師。

## 逝世
- 司马懿，曹魏重要大臣，晉朝建基者，後追封為晉宣帝（179年出生），72岁。
- 王凌，曹魏大臣。
- 曹彪，東漢丞相曹操子，曹魏宗室。
- 鄧芝，蜀漢重要朝臣。
- 迪西烏斯，羅馬皇帝。
- 赫伦尼乌斯
- 霍斯蒂利安
- 懷皇后甄氏，魏少帝曹芳元配妻子。